# Wilhelm Hugo Rupprecht
Wilhelm Hugo Rupprecht (* 3. Januar 1881 in Stuttgart; † 9. Juli 1970 in Metzingen) war ein deutscher Maler und Radierer.

## Leben
Wilhelm wuchs als drittes Kind des Schreiner-, später Werkmeisters Joh. E. Rupprecht und seiner Ehefrau Friederike, geb Vollmer auf. Er besuchte die Bürgerschule in Stuttgart und begann früh mit autodidaktischen Zeichen- und Malübungen. Er absolvierte eine Lehre als Chromolithograf, bevor er 1900–1902 in Straßburg und später in Berlin den Militärdienst ableistete.
Von 1902 bis 1907 studierte Wilhelm Hugo Rupprecht an der Kunstakademie Stuttgart bei Robert von Haug und vor allem bei Christian Landenberger. Bereits als Studentenführer war er Veranstalter einer Ausstellung von Arbeiten der Studenten. Er schloss Freundschaft mit den Malern Schlipf und Seyfferheld (beide im Ersten Weltkrieg gefallen), Seufert und Nicolaus und mit dem Religionsphilosophen Christoph Schrempf. 1906 heiratete er Irene geb. Geiger aus Stuttgart-Bad Cannstatt, aus der Ehe gingen drei Söhne (geb 1908, 1910, 1919) hervor.
1909 übersiedelte Wilhelm Hugo Rupprecht nach Neuffen und 1913 nach Esslingen am Neckar. Nach dem Ersten Weltkrieg, an dem er als Soldat teilnahm, konnte er von 1919 bis 1926 als Maler und Radierer in Esslingen am Neckar tätig sein. 1926 erfolgte ein Umzug nach Stuttgart.
Er übernahm den Vorsitz des Württembergischen Verbandes Bildender Künstler bis 1933. 1941 fiel der zweite Sohn in Russland, 1944 wurde er ausgebombt, was zum Verlust vieler Bilder und Zeichnungen führte. 1952 starb seine Ehefrau. 1968 wurde Wilhelm Hugo Rupprecht nach einem Schlaganfall im Altenheim der Diakonissen in Metzingen untergebracht.

## Wirken
Wilhelm Rupprecht (siehe Dresslers Kunsthandbuch 2. Band S. 845) wurde unter anderem bekannt als ein Maler der Schwäbische Alb. Eines seiner bekannteren Werke ist Der Hohenneuffen von 1912 (Quelle: Die Schwäbische Alb in Kunst und Dichtung).
Zunächst als Chromolithograph tätig, kam er 1905 zur Akademie der Künste nach Stuttgart und studierte vor allem unter Christian Landenberger und Haug. Den stärksten und nachhaltigsten Einfluss auf seine Entwicklung als Impressionist hatten jedoch Maler wie Pleuer und Reiniger. Nach Erhalt des Gegenbauer-Stipendiums ging er 1911 nach Italien.
Rupprecht fühlte sich in der Jugend mehr zur Plastik hingezogen, kam aber, ohne sich auf diesem Gebiet zu betätigen, sogleich zur Malerei und fand bald sein stärkstes Interesse am Porträt. So sind die Hauptarbeiten neben prachtvollen Landschaftsbildern seine Bildnisse. Der Grund für diese Entwicklung lag vielleicht in seiner Faszination an der psychologischen Erscheinung des Menschen. Sein Gefühl für das Malerische kommt bei allen Themen, seien es Landschaften oder Bildnisse, stark zum Ausdruck. Auch von seiner Liebe zum Organisch-Plastischen und zur Genauigkeit der Wiedergabe seines Natureindrucks, charakteristisch für den guten Impressionisten, zeugen seine Bilder.
Rupprechts Auslandsbesuche ließen ihn besonders das Gebiet der Alpen und Südfrankreich lieb gewinnen. Viele seiner Werke befinden sich im Privat- und Familienbesitz, jedoch sind auch Werke der Galerie in Balingen oder im Kunstmuseum Stuttgart zu finden.

## Tätigkeiten
Wilhelm Hugo Rupprecht arbeitete im Verwaltungsrat des Württembergischen Kunstvereins bis circa 1964 mit und wurde als Ehrenmitglied verabschiedet. Außerdem war er langjährig in der Künstlerhilfe in Verbindung mit dem Wohlfahrtsamt der Stadt Stuttgart und dem Land Württemberg (u. a. mit Dr Mailänder) tätig. Er hat das Bundesverdienstkreuz Erster Klasse erhalten.

## Ausstellungen (Auswahl)
1951 Ausstellung im alten Kunstvereinsgebäude in der Stuttgarter Schellingerstraße